# Праисторијски локалитет Црквине
Праисторијски локалите Црквине једна је од три археолошка локалитета на подручју  угљенокопа Тамнава (друга два су Масинске њиве и Јаричиште) истраживан од 2005. до 2010. године у оквиру заштитних ископавање на угљенокопу Тамнава. Када су у првој деценији 21. века година почела заштитна истраживања на угљенокопу Колубара, није се могло наслутити да ће бити откривени праисторијски локалитет. Ово откриће је знатно променити слику на археолошкој карти Србије. У области Тамнаве до ових истраживања нису била позната велика неолитска и енеолитска насеља, па се веровало да, из неких разлога, ова област није била погодна за дуже настањивање. Након истраживања на угљенокопу Колубара у првој деценији 21. века ово уверење се битно променило, и доказало да на овим просторима од средњег неолита до бронзаног доба бујао је живот.

## Положај и пространство
Праисторијски локалите Црквине налази се у селу Мали Борак 10 километара северно од Лазаревца и 45 километара југозападно од Београда, у реону Колубарско-тамнавски басена, који се простире у средњем и доњем току реке Колубаре и њених главних притока: Пештан, Турије и Тамнаве, тако да је оса басена у правцу запад-исток дуга око 55 km, а север-југ око 15 km
Налазиште Црквине, које је ископавано од 200. до 2006. године, истражено је на површинеид око 3.000 m².

## Открића
На овом локалитету откривено је 5.175 камених налаза од којих се 1.320  (25,5%) чини оруђе од окресаног камена. (као сировине) . Око 25% свих камених налаза израђено је од силицијума (SiO2 ), окресивањем.
Међутим, најзаступљенија сировина је лаки бели камен (туф),  чак са 65% налаза.  Као оруђе од глачаног камена типолошки је потпуно одредиво само 680 примерака. Највећи број камених налаза, као што је представљају одбици настали у производњи полуфабриката за глачање. У оруђу од глачаног камена најбројније су алатке са сечицом, а затим оне абразивне.
Велики број полуфабриката и одбитака који су настали током њихове израде указују на производњу у оквиру насеља.
Индустрија глачаног камена са Црквина не показује битне разлике у вертикалној дистрибуцији. Сировински и типолошки састав индустрије идентичан је у слојевима изнад земуница и јама, бројним на Црквинама, с оном која је затечена у њима.
| Врста оруђа       | Број примерака | %     | Типови                                                 |
| ----------------- | -------------- | ----- | ------------------------------------------------------ |
| Секире            | 2              | 0,29  | I/1                                                    |
| Тесле             | 150            | 22,04 | III/1, III/2, III/3, III/4, III/5, III/6, III/7, III/8 |
| Длета             | 63             | 9,26  | V/1, V/2, V/3, V/4, V/5, V/8                           |
| Чекићи            | 40             | 5,88  | VI/1, VI/2, VI/3, VI/4, VI/5, VI/6                     |
| Перфорирано оруђе | 15             | 2,21  | II/2, VII/1, VII/2, X/2                                |
| Глачалице         | 211            | 31,03 | XI/1, XI/3, XI/4, XI/5, XI/6, XI/7                     |
| Брусеви           | 32             | 4,71  | XII/1, XII/2, XII/3, XII/4, XII/5, XII/6               |
| Жрвњеви           | 30             | 4,41  | XIV/1, XIV/2, XIV/4                                    |
| Остало            | 137            | 20,15 | Недефинисани фрагменти                                 |
| Укупно            | 680            | 100   |                                                        |

На основу камених налаза, посебно оних од глачаног камена, стиче се утисак да су сва три налазишта била нека врста колекторских центара. Знатна количина великих комада сировине, одбитака из процеса производње и полуфабриката потврђују производни карактер овог насеља.